# Labateca
Labateca är en kommun i Colombia.   Den ligger i departementet Norte de Santander, i den norra delen av landet, 300 km nordost om huvudstaden Bogotá. Antalet invånare är 5 852. Arean är 253 kvadratkilometer.
Terrängen i Labateca är mycket bergig.